# Andesipolis framea
Andesipolis framea är en stekelart som beskrevs av Whitfield och Choi 2004. Andesipolis framea ingår i släktet Andesipolis och familjen bracksteklar. Inga underarter finns listade i Catalogue of Life.